# Марко Мажуга
Марко Людивин Мажуга (на френски: Marco Ludivin Majouga) е централноафрикански футболист, който играе на поста дясно крило. Състезател на Ботев (Враца).

## Кариера
Мажуга е бивш футболист на Ним и Дюнкерк.
На 8 февруари 2023 г. Марко е обявен за ново попълнение на врачанския Ботев. Дебютира на 19 февруари при победата с 1:0 като домакин на ЦСКА 1948.